# 에라강
에라강(이탈리아어: Era)은 이탈리아 토스카나 지역에서 흐르는 강이다. 볼테라 인근에서 솟아나 폰테데라에 있는 아르노강으로 흐른다.
에라강은 길이가 54 km이고, 주요 지류에는 (서쪽 방향) 카시나강, 라고네 급류, 스테르차 급류, (동쪽 방향) 카프리기네 급류, 롤리오 급류 등이 있다.
1966년에 강이 범람하여 폰테데라를 덥쳤다.